# Ischnothele caudata
Espèce
Synonymes
- Entomothele pusilla Simon, 1889
- Thelechoris zebrina Simon, 1891
- Thelechoris funesta Fischel, 1927
- Thelechoris obtusa Fischel, 1927
- Diplura dubia Caporiacco, 1947
- Linothele dubia (Caporiacco, 1947)
- Ischnothele sexpunctata Bücherl, Timotheo & Lucas, 1971

Ischnothele caudata est une espèce d'araignées mygalomorphes de la famille des Ischnothelidae.

## Distribution
Cette espèce se rencontre au Mexique au Yucatán et au Quintana Roo, au Guatemala, au Honduras, au Nicaragua, au Costa Rica, au Panama, à Saint-Vincent, à Trinité-et-Tobago, au Venezuela, en Colombie, en Équateur et au Brésil au Roraima,.

## Description

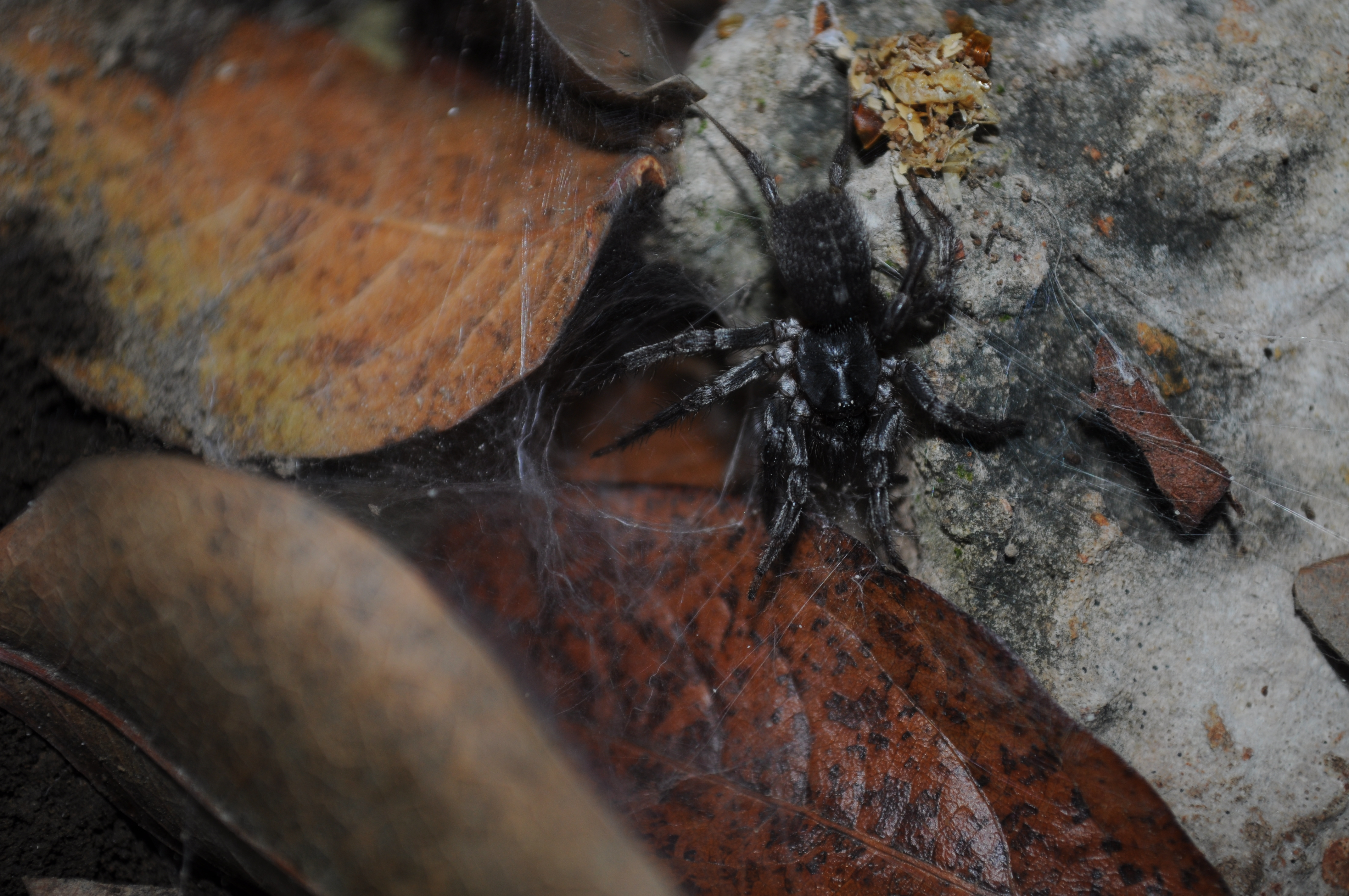
Ischnothele caudata

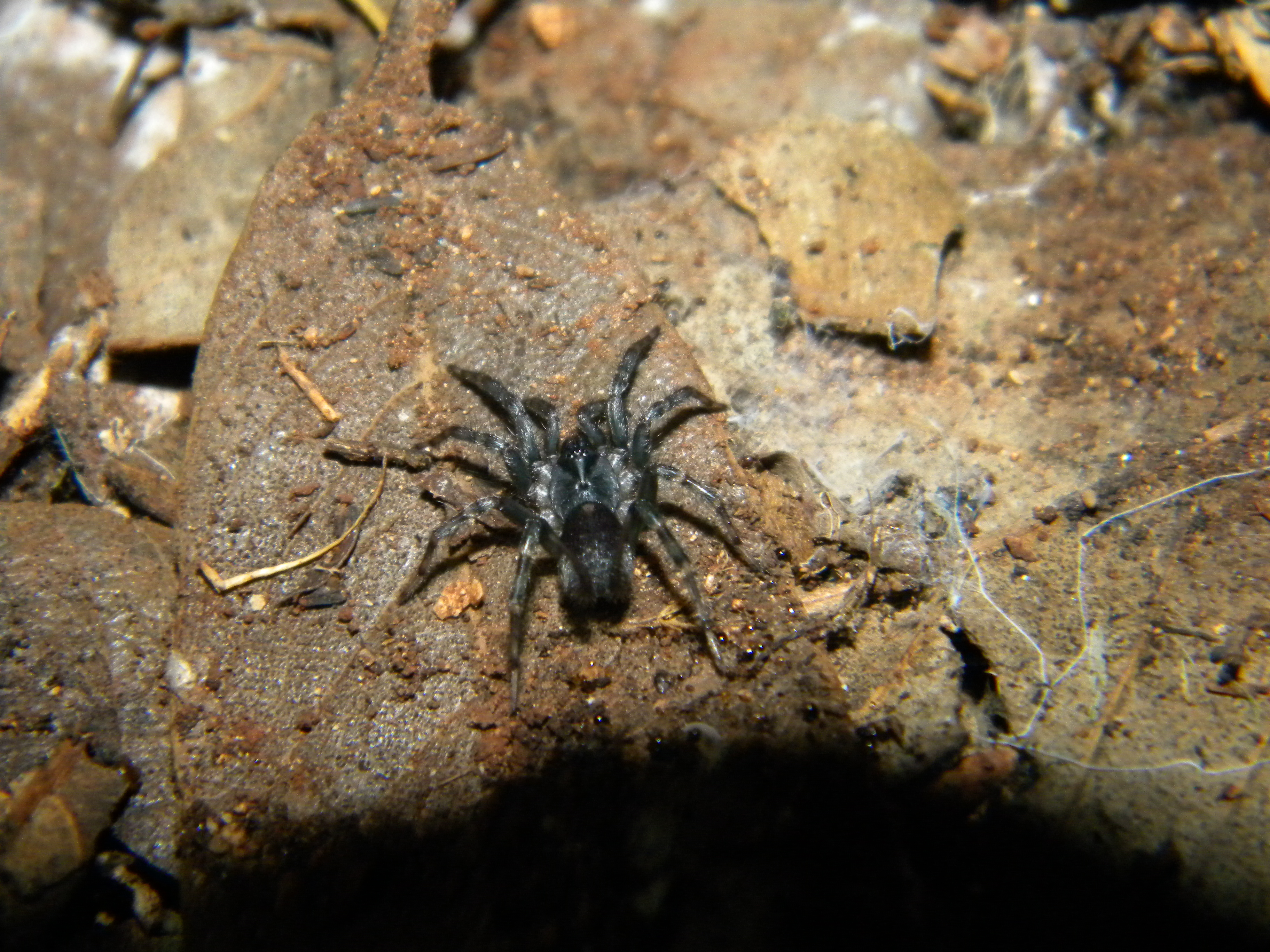
Ischnothele caudata

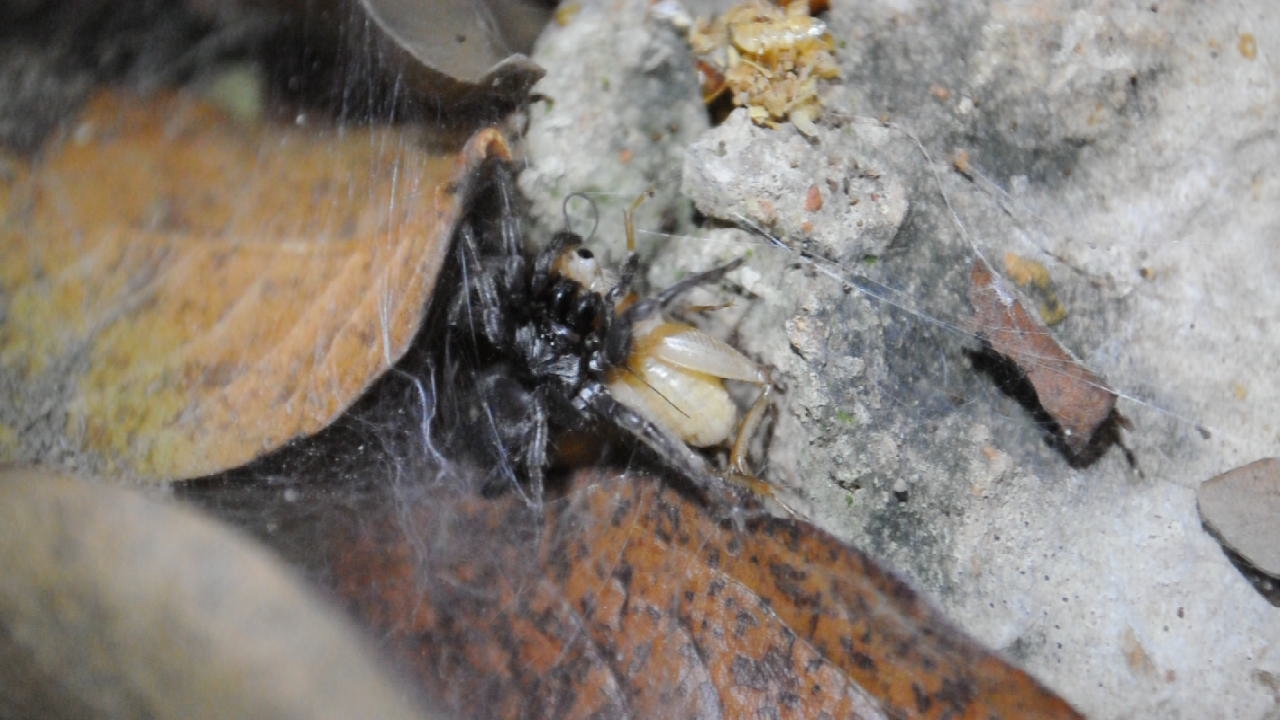
Ischnothele caudata

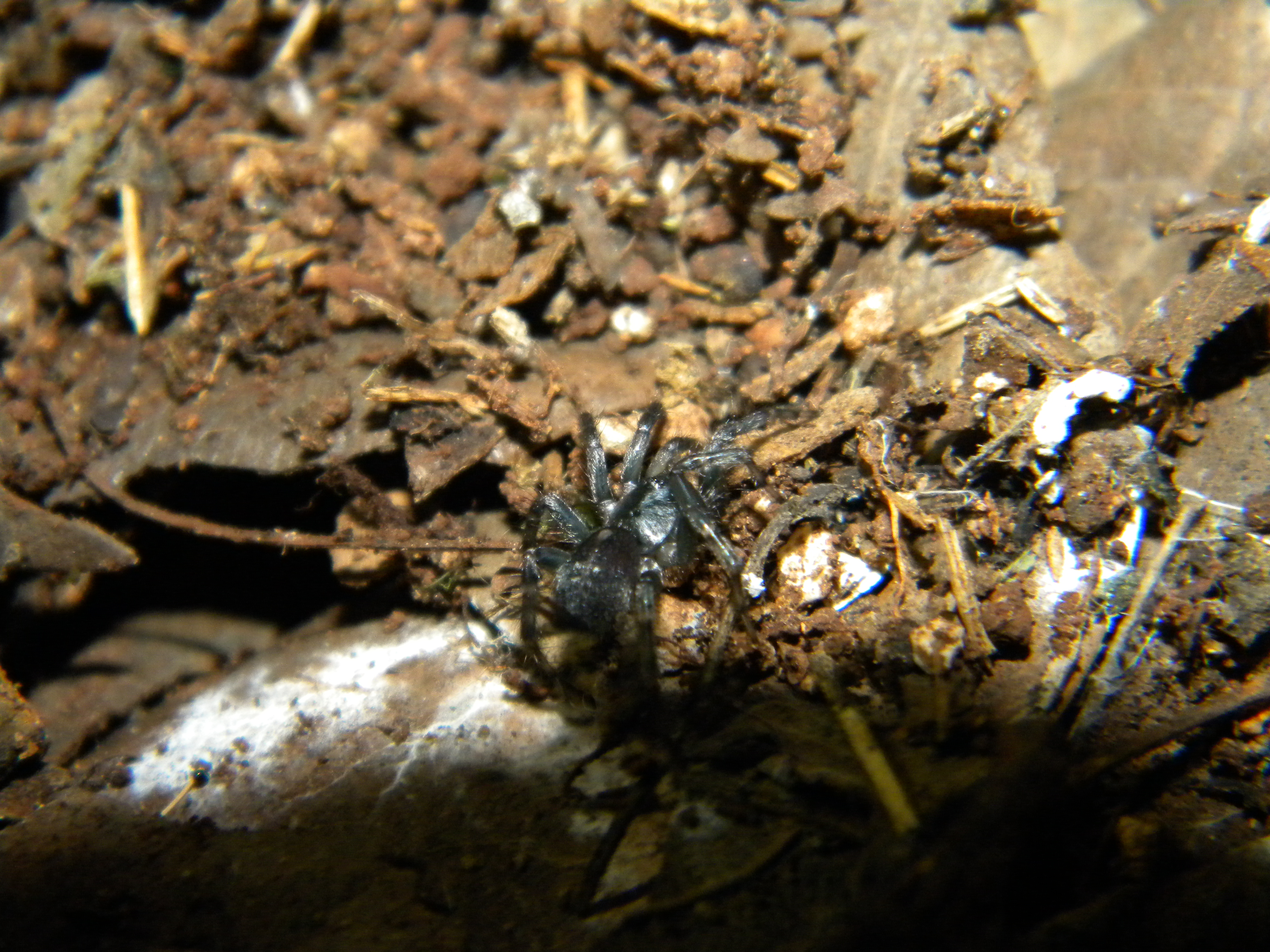
Ischnothele caudata

La carapace du mâle holotype mesure 4,56 mm de long sur 3,99 mm.

## Publication originale
- Ausserer, 1875 : « Zweiter Beitrag zur Kenntniss der Arachniden-Familie der Territelariae Thorell (Mygalidae Autor). » Verhandlungen der kaiserlich-königlichen zoologisch-botanischen Gesellschaft in Wien, vol. 25, p. 125-206 (texte intégral).